# Parc national naturel du complexe volcanique de Doña Juana-Cascabel
Le parc national naturel du complexe volcanique de Doña Juana-Cascabel (espagnol : Parque Nacional Natural Complejo Volcanico Doña Juana - Cascabel) est un parc national situé dans les départements de Cauca, Nariño et Putumayo, en Colombie.